# George Chuvalo
George Chuvalo (* 12. September 1937 in Toronto, Ontario) ist ein ehemaliger kanadischer Schwergewichtsboxer.

## Profikarriere
Chuvalo wurde als Kind kroatischer Immigranten in Toronto geboren und begann seine Profikarriere 1956. 1958 gewann er zum ersten Mal den kanadischen Meistertitel. In seiner 21-jährigen Profikarriere boxte er gegen einige der besten Boxer jener Tage, unter anderem Muhammad Ali, George Foreman, Joe Frazier, Floyd Patterson, Ernie Terrell, Buster Mathis,  und Jerry Quarry.
Gewinnen konnte er jedoch nur gegen Quarry. Quarry war in dem Kampf 1969 in der siebten Runde von Chuvalo zu Boden geschlagen worden, stand aber erst bei 10 anstatt 9 auf und wurde umstritten aus dem Kampf genommen.
George Chuvalo wurde vor allem durch die beiden Boxkämpfe gegen Muhammad Ali 1966 und 1972 berühmt. Er verlor zwar  diese Kämpfe, erlangte jedoch großen Respekt bei seinem Gegner. Ali äußerte über Chuvalo: „He [Chuvalo] was the toughest man I ever fought. He took all my best shots.“ (deutsch: „Er war härteste Mann, gegen den ich jemals gekämpft habe. Er hat alle meine besten Schläge eingesteckt.“) George Chuvalo beendete 1979 seine Box-Karriere. Er war in seinen 93 Profikämpfen nie am Boden, verlor allerdings dennoch vorzeitig gegen Frazier und Foreman. Chuvalo erhielt den Spitznamen „Der härteste Mann Kanadas“. Er beendete seine Boxlaufbahn im Alter von 42 Jahren.
George Chuvalo wird in Kanada als Held verehrt. Dies erreicht zum Teil sonderbare Ausmaße. So ließ sich der kanadische Profi-Eishockeytorwart Ray Emery auf seinen Torwarthelm ein Bild von George Chuvalo malen.
In dem Horrorfilm Die Fliege des Regisseurs David Cronenberg von 1986 hat George Chuvalo einen kurzen Auftritt als rüpelhafter Kneipengast, der gegen Schauspieler Jeff Goldblum im Armdrücken verliert.

## Privates
Zwei seiner Söhne starben an einer Überdosis Heroin, ein weiterer durch Selbstmord. Vier Tage nach dem Tod ihres zweiten Sohnes verübte auch seine Frau durch eine Überdosis von Schlaf- und Schmerztabletten Selbstmord. Chuvalo selbst dachte während der 1990er-Jahre eigener Aussage nach an Selbstmord, seine zweite Frau habe ihn aber davor bewahrt, diesen Schritt zu vollziehen.  Sein einzig verbliebener Sohn Mitch Chuvalo wurde ein bekannter Sportlehrer und arbeitet derzeit an der „University of Toronto“. George Chuvalo setzt sich sehr für den Kampf gegen Drogen ein und ist bei zahlreichen Wohltätigkeitsveranstaltungen vertreten. Ihm wurde 1998 der „Order of Canada“ verliehen, außerdem bekam er 2005 einen Stern auf dem „Canada’s Walk of Fame“.
Chuvalo leidet unter Demenz. Die Auseinandersetzungen zwischen seiner zweiten Frau und seinen Kindern Mitch und Vanessa über den Umgang mit dem erkrankten Chuvalo sorgten in Kanada für Schlagzeilen und wurde vor Gericht ausgetragen.